# Venturi Fétish
Venturi Fétish - це двомісний електричний спорткар розроблений компанією Venturi automobiles та випущений в Монако. Роки випуску 2004 - 2015.
Прототип автомобіля був представлений у 2002 році. Серійне виробництво розпочалося в березні 2004 року з дволітровим  чотиритактним двигуном. У вересні того ж року була представлена модель з електродвигуном.